# گریشینا (استان آرخانگلسک)
گریشینا (به لاتین: Grishina) یک منطقهٔ مسکونی در روسیه است که در استان آرخانگلسک واقع شده است.